# Lääne-Harju
Lääne-Harju es un municipio rural y una localidad de Estonia perteneciente al Condado de Harju.

## Lugares y localidades de Lääne-Harju (población año 2011)
- Alliklepa 15
- Altküla 38
- Ämari 542
- Änglema 28
- Audevälja 72
- Harju-Risti 317
- Hatu 43
- Illurma 74
- Käesalu 83
- Karilepa 33
- Karjaküla 345
- Kasepere 86
- Keelva 45
- Keibu 42
- Keila-Joa 389
- Kersalu 73
- Klooga 1,203
- Kloogaranna 213
- Kobru 11
- Kõmmaste 60
- Kulna 351
- Kurkse 21
- Laane 15
- Langa 18
- Laoküla 33
- Laulasmaa 627
- Lehola 445
- Lemmaru 86
- Lohusalu 193
- Määra 54
- Madise 72
- Maeru 103
- Meremõisa 176
- Metslõugu 25
- Nahkjala 47
- Niitvälja 143
- Ohtu 167
- Padise 322
- Pae 105
- Paldiski 4,085
- Pedase 17
- Põllküla 40
- Rummu 1,088
- Suurküla 36
- Tõmmiku 75
- Tuulna 355
- Valkse 138
- Vasalemma 879
- Veskiküla 104
- Vihterpalu 29
- Vilivalla 47
- Vintse 22[1]